# Roemer Vlacq (1712-1774)

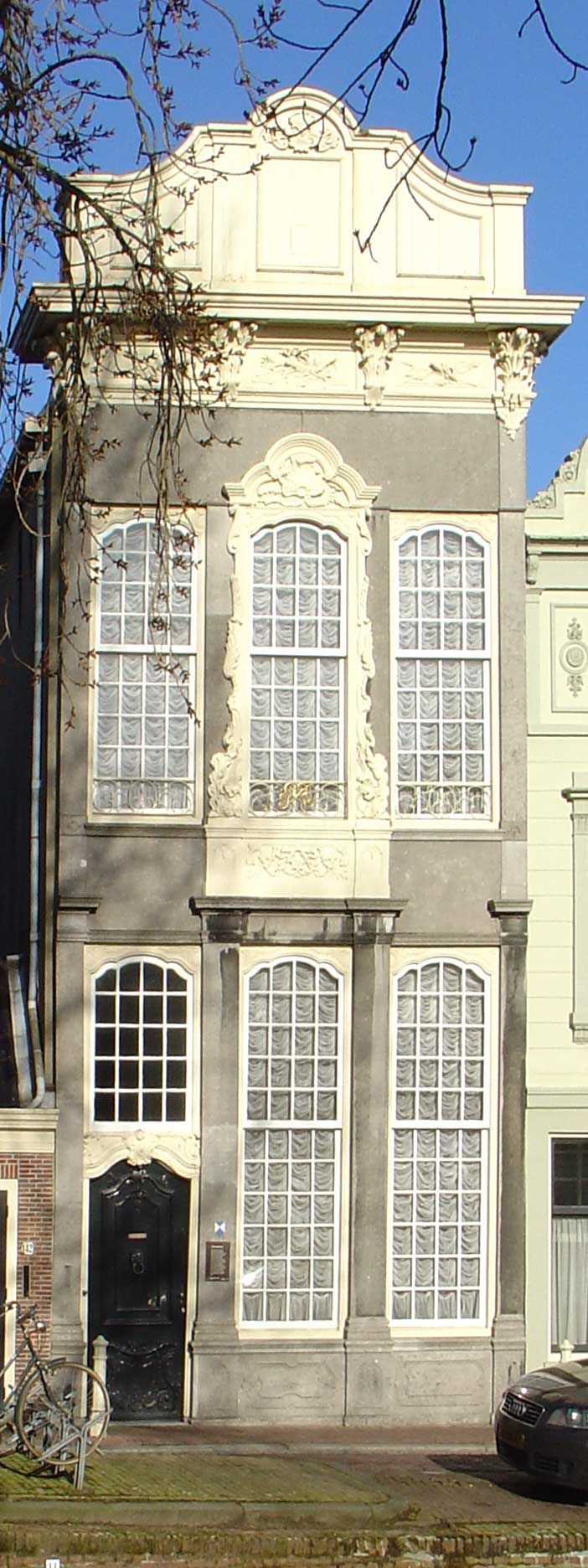
Het admiraalshuis op de Turfmarkt te Gouda, eerder bewoond door admiraal Jan den Haen. De rococogevel is aangebracht in opdracht van Roemer Vlacq.

Adriaan Roemer Vlacq (Gouda, gedoopt 30 oktober 1712 - aldaar, 26 oktober 1774) was vice-admiraal van Holland en West-Friesland.
Roemer Vlacq was een kleinzoon van de kapitein Roemer Vlacq, die zijn schip Huys van Kruyningen opblies tijdens de Eerste Slag bij Tobago om het uit handen van de Fransen te houden.
Roemer Vlacq, zoon van de commandeur-ter-zee Adriaen Vlacq en Jacomina Pietersdr. Schietspoel, werd in 1733 luitenant bij de Admiraliteit van Amsterdam. Op 26 juni 1738 werd hij buitengewoon kapitein. Hij onderscheidde zich in 1744 in de strijd tegen de Fransen tijdens de Oostenrijkse Successieoorlog. Op 31 december 1749 werd hij gewoon kapitein. Op 12 april 1766 volgde de benoeming tot schout-bij-nacht; dat jaar werd hij ook lid van de Hoge Zeekrijgsraad. Op 17 mei 1768 werd hij viceadmiraal. Voor zijn missie naar Marokko, van december 1768 tot juli 1769, ontving Vlacq uit handen van stadhouder Willem V een degen met een gouden gevest. Voorafgaand aan de reis naar Marokko werd de vloot onder commando van Vlacq in juni 1768 in Den Helder bezocht door het stadhouderlijk paar vergezeld door de hertog van Brunswijk.

## Roemer Vlacq en Gouda
Roemer Vlacq woonde in Gouda in Het Admiraalshuis op de Turfmarkt. Dit huis was eerder bewoond door admiraal Jan den Haen, die het in 1667 had gekocht van de beloning van 10.000 pond voor het veroveren van het Engelse schip de Great Charity. Vlacq liet de woning voorzien van een rococogevel. Hij bewaarde in dit huis zijn uitgebreide verzameling van circa honderd schilderijen. Zijn wijnkelder was de grootste van de stad. Vlacq behoorde dan ook tot de rijkste inwoners van Gouda. Vlacq bezat daarnaast buiten de stad een hofstede Zeelust, waarin hij aanzienlijke bedragen investeerde. Zijn begrafenis in 1774 was omgeven door pracht en praal en de duurste in Gouda die tijd.

## Trivia
- Zijn dienstbode, Neeltje Baks, ontving na het overlijden van Roemer Vlacq een voor die tijd aanzienlijk legaat van ƒ 80.000.[3]
- De inventaris van zijn woning werd in 1775 geveild: Catalogus van een extra fraaije en zindelyke inboedel ... nagelaten by wylen ... Roemer Vlacq, in zyn ... leven viceadmiraal van Holland .... Alle welke goederen verkogt zullen worden ... op de Turfmarkt te Gouda, door den vendu-meester Pieter Boon[4]
- De broer van Roemer Vlacq, Pieter Vlacq, was aanzienlijk minder bedeeld: hij werd als kruidenier in 1753 failliet verklaard.[5]

- Biografisch Portaal: 96650921
- Digitale Bibliotheek voor de Nederlandse Letteren: vlac008
- International Standard Name Identifier: 0000 0003 9547 4016
- Nederlandse Thesaurus van Auteursnamen: 308729463
- Virtual International Authority File: 290214612
- WorldCat: E39PBJhd9B9v8JbW9b6Vfp6kDq